# Низовой, Григорий Тарасович
Григорий Тарасович Низово́й — советский инженер, руководитель предприятий, лауреат Сталинской премии.

## Биография
В 1930—1935 годах учился в Ростовском машиностроительном институте.
До начала войны — главный инженер ростовского завода «Красный Аксай», покинул предприятие вместе с отступающими войсками Красной Армии.
Во время войны — главный инженер завода наркомата миномётного вооружения.
После войны — руководитель предприятий сельскохозяйственного машиностроения: «Ташсельмаш», 1955—1956 «Воронежсельмаш». 
С 1956 года директор НПО ЭНИКМАШ, с 1958 директор завода ТМП (Воронежский завод тяжелых механических прессов).
В 1959—1968 годах председатель плановой комиссии Центрально-чернозёмного экономического района Госплана СССР.
Кандидат технических наук. Доцент, преподавал в РИСХМ.

## Награды и премии
- Сталинская премия первой степени (1950) — за создание конструкции и освоение производства хлопкоуборочной машины
- орден Трудового Красного Знамени (июль 1943)
- медали